# 장방창
장방창(張邦昌, 1081년 ~ 1127년)은 송나라의 관리, 대초 황제이다.